# United Company

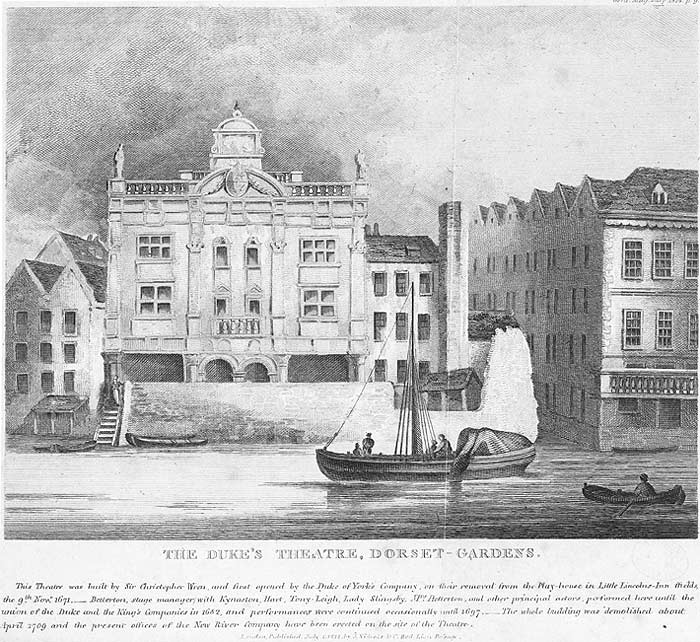
Le théâtre du duc aux Dorset Gardens, au bord de la rivière, était un des théâtres les plus luxueux de Londres.

L'United Company était une compagnie théâtrale londonienne, formée par la fusion en 1682 de la Troupe du roi et de la Troupe du duc.
Les troupes du roi et du duc souffrirent du peu d'affluence aux spectacles durant la période troublée du complot papiste, de 1678 à 1681. Lorsque la Troupe du roi se trouva en difficulté à cause d'une mauvaise gestion, elle fusionna avec la Troupe du duc, pour former en 1682 l'United Company. Cette nouvelle compagnie, dirigée par l'équipe de la Troupe du duc, commença ses représentations en novembre de cette même année. Le théâtre de la Troupe du roi, le Théâtre Royal de Drury Lane, fut utilisé principalement pour le théâtre, tandis que le théâtre de Dorset Garden de la Troupe du duc fut dédié aux opéras et aux superproductions.
La compagnie commença à jouer en novembre 1682 à Drury Lane. En février 1685, le théâtre ferma pour la mort de Charles II, et rouvrit en janvier 1688 sous le patronage de Jacques II. L'avènement en 1689 de Guillaume III et de Marie II, qui détestaient le théâtre, ôta la protection royale à cet art, qui vit son intérêt décliner.
La compagnie détenait le monopole du théâtre à Londres, ce qui mettait les acteurs et les auteurs dans une position d'infériorité par rapport à leur direction. Quand les deux compagnies étaient en concurrence, de nombreuses pièces nouvelles étaient jouées chaque année, tandis que le monopole fit chuter considérablement leur nombre. Entre 1675 et 1678, les deux compagnies jouèrent 68 pièces nouvelles, alors que pendant les quatre premières saisons de l'United Company il n'y en eut que 19.
Christopher Rich s'empara de sa direction en 1693, mais ses méthodes autoritaires provoquèrent une scission parmi les acteurs en 1694. Selon Colley Cibber, on n'avait jamais vu « un tyran aussi sournois à la tête d'un théâtre. Il accordait en effet davantage de liberté à ses acteurs, mais les payait plus mal qu'aucun de ses prédécesseurs. Il pouvait plaisanter avec eux autour d'un verre, tout en les escroquant sur leurs salaires ». Cela provoqua le départ de comédiens expérimentés, comme Elizabeth Barry, Thomas Betterton et Anne Bracegirdle, ainsi que douze autres acteurs, qui s'en allèrent former leur propre compagnie théâtrale coopérative. Certains comédiens possédaient des parts de cette coopérative, qui débuta en 1695 par un gros succès, la première de Love For Love (Amour pour amour) de Congreve. Elle continua à concurrencer avec bonheur une United Company bien affaiblie.

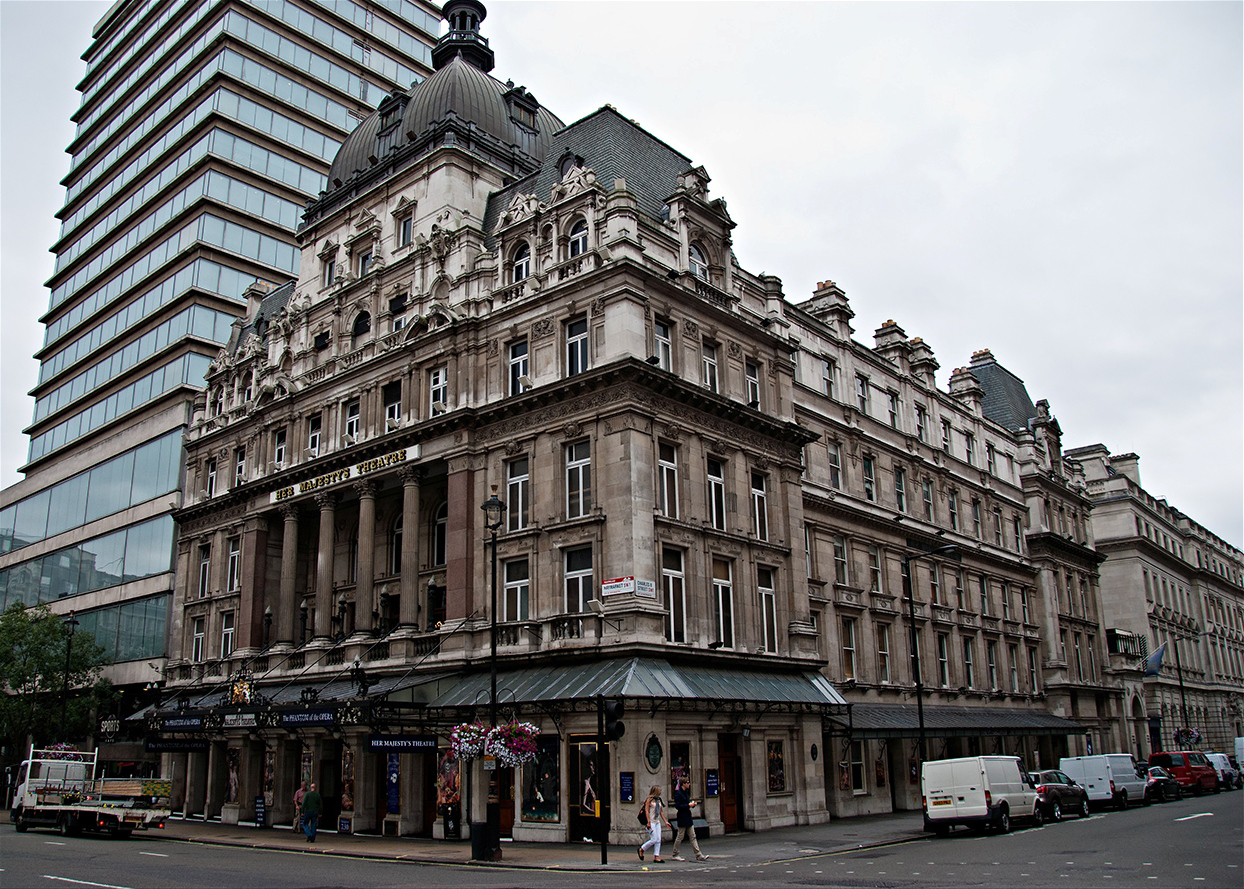
Le Her Majesty's Theatre au coin de Hay-Market et de Charles Street

Pourtant, malgré le succès, certains des acteurs âgés doutaient de la supériorité de leur troupe, ainsi que l'explique Colley Cibber : « bien que nous eussions un public plus nombreux et la majorité des jeunes de notre côté, ce n'était pourtant pas la preuve que l'autre compagnie n'était pas, dans la vérité de l'interprétation, bien supérieure à nous ». Pour les rassurer, la décision fut prise de construire un tout nouveau théâtre, et Colley Cibber en détaille le financement : « Ainsi donc, pour leur redonner confiance en eux, un nouveau projet fut mis sur pied, consistant à leur construire un magnifique théâtre à Hay-Market. Pour financer la construction, l'architecte et dramaturge John Vanbrugh lança une souscription sous forme d'un abonnement pour trente personnes de qualité, chacune versant mille livres, en échange de quoi chaque abonné pouvait, pour le reste de sa vie, assister gratuitement à toute représentation publique du nouveau théâtre ». Vanburgh trouva probablement ses souscripteurs parmi les membres du Kit-Cat Club. Il fut rejoint dans cette entreprise par son principal associé et directeur William Congreve, et la coopérative d'acteurs dirigée par Thomas Betterton. Le tout nouveau et luxueux théâtre, baptisé Her Majesty's Theatre, ouvrit le 9 avril 1705 avec The Loves of Ergasto, un opéra de Giacomo Greber. La première saison fut un échec, provoquant le départ de Congreve, et Vanbrugh racheta les parts de ses autres partenaires.